# Чемпионат мира по санному спорту
Чемпионат мира по санному спорту — международный турнир по санному спорту, проводимый с 1955 года Международной федерацией санного спорта. Чемпионаты проводятся в те годы, когда нет зимних Олимпийских игр, заезды проходят на искусственных трассах, в то время как для естественных трасс существует отдельный турнир, действующий с 1979 года. Изначально программа чемпионата состояла из трёх дисциплин: мужские одиночные заезды, женские одиночные заезды и мужские двойки, но в 1989 году сюда также были включены соревнования смешанных команд (шесть человек от одной страны, с 1999 года — четыре человека). В 2008 году эта общая дисциплина сменилась эстафетой.
По состоянию на 2010 год безоговорочно лидирует сборная Германии, у которой, если сложить также победы ФРГ и ГДР, в общей сложности выиграно 232 комплекта наград. Второе место занимает Австрия (74 медали), третье — Италия (54 медали). Сборная СССР получала подиум 12 раз и в общекомандном зачёте занимает седьмое место, в основном благодаря победам Сергея Данилина и Веры Зозули.

## Одиночки (мужчины)
| Год и место проведения   | Золото             | Серебро               | Бронза             |
| ------------------------ | ------------------ | --------------------- | ------------------ |
| 1955 Осло                | Антон Сальвесен    | Йозеф Талер           | Йозеф Иссер        |
| 1957 Давос               | Ханс Шаллер        | Биби Торриани         | Эрих Рафль         |
| 1958 Крыница             | Ежи Войнар         | Ришард Пендрак-Янович | Райнхольд Фрош     |
| 1959 Вийяр-де-Лан        | Херберт Талер      | Йозеф Файштмантль     | Давид Мородер      |
| 1960 Гармиш-Партенкирхен | Хельмут Берндт     | Райнхольд Фрош        | Ханс Пленк         |
| 1961 Гиренбад            | Ежи Войнар         | Ханс Пленк            | Райнхольд Зенн     |
| 1962 Крыница             | Томас Кёлер        | Ежи Войнар            | Йохен Аше          |
| 1963 Имст                | Фриц Нахман        | Ханс Пленк            | Клаус Бонзак       |
| 1965 Давос               | Ханс Пленк         | Мечислав Павелкевич   | Эрих Грабер        |
| 1967 Хаммарстранд        | Томас Кёлер        | Клаус Бонзак          | Йозеф Файштмантль  |
| 1969 Кёнигсзее           | Йозеф Файштмантль  | Манфред Шмид          | Вольфганг Шайдель  |
| 1970 Кёнигсзее           | Йозеф Фендт        | Йозеф Файштмантль     | Вольфганг Шайдель  |
| 1971 Вальдаора           | Карл Бруннер       | Леонард Нагенрауфт    | Йозеф Файштмантль  |
| 1973 Оберхоф             | Ханс Ринн          | Вольфрам Фидлер       | Харальд Эрих       |
| 1974 Кёнигсзее           | Йозеф Фендт        | Ханс Ринн             | Хорст Мюллер       |
| 1975 Хаммарстранд        | Вольфрам Фидлер    | Манфред Шмид          | Харальд Эрих       |
| 1977 Игльс               | Ханс Ринн          | Хорст Мюллер          | Антон Винклер      |
| 1978 Имст                | Пауль Хильдгартнер | Антон Винклер         | Манфред Шмид       |
| 1979 Кёнигсзее           | Детлеф Гюнтер      | Карл Бруннер          | Пауль Хильдгартнер |
| 1981 Хаммарстранд        | Сергей Данилин     | Михаэль Вальтер       | Эрнст Хаспингер    |
| 1983 Лейк-Плэсид         | Мирослав Зайонц    | Сергей Данилин        | Пауль Хильдгартнер |
| 1985 Оберхоф             | Михаэль Вальтер    | Йорг Хофман           | Йенс Мюллер        |
| 1987 Игльс               | Маркус Прок        | Йенс Мюллер           | Сергей Данилин     |
| 1989 Винтерберг          | Георг Хакль        | Йенс Мюллер           | Йоханнес Шеттель   |
| 1990 Калгари             | Георг Хакль        | Маркус Прок           | Йенс Мюллер        |
| 1991 Винтерберг          | Арнольд Хубер      | Георг Хакль           | Маркус Прок        |
| 1993 Калгари             | Уэндел Сакоу       | Георг Хакль           | Вильфрид Хубер     |
| 1995 Лиллехаммер         | Армин Цоггелер     | Георг Хакль           | Маркус Прок        |
| 1996 Альтенберг          | Маркус Прок        | Георг Хакль           | Йенс Мюллер        |
| 1997 Игльс               | Георг Хакль        | Маркус Прок           | Герхард Гляйршер   |
| 1999 Кёнигсзее           | Армин Цоггелер     | Йенс Мюллер           | Норберт Хубер      |
| 2000 Санкт-Мориц         | Йенс Мюллер        | Армин Цоггелер        | Георг Хакль        |
| 2001 Калгари             | Армин Цоггелер     | Георг Хакль           | Маркус Прок        |
| 2003 Сигулда             | Армин Цоггелер     | Мартиньш Рубенис      | Райнер Марграйтер  |
| 2004 Нагано              | Давид Мёллер       | Георг Хакль           | Мартиньш Рубенис   |
| 2005 Парк-Сити           | Армин Цоггелер     | Георг Хакль           | Давид Мёллер       |
| 2007 Игльс               | Давид Мёллер       | Армин Цоггелер        | Ян Айхгорн         |
| 2008 Оберхоф             | Феликс Лох         | Давид Мёллер          | Анди Лангенхан     |
| 2009 Лейк-Плэсид         | Феликс Лох         | Армин Цоггелер        | Даниэль Пфистер    |
| 2011 Чезана              | Армин Цоггелер     | Феликс Лох            | Анди Лангенхан     |
| 2012 Альтенберг          | Феликс Лох         | Альберт Демченко      | Армин Цоггелер     |
| 2013 Уистлер             | Феликс Лох         | Анди Лангенхан        | Йоханнес Лювиг     |
| 2015 Сигулда             | Семён Павличенко   | Феликс Лох            | Вольфганг Киндль   |
| 2016 Кёнигсзее           | Феликс Лох         | Ральф Палик           | Вольфганг Киндль   |
| 2017 Игльс               | Вольфганг Киндль   | Роман Репилов         | Доминик Фишналлер  |
| 2019 Винтерберг          | Феликс Лох         | Райнхард Эггер        | Семён Павличенко   |
| 2020 Сочи                | Роман Репилов      | Йонас Мюллер          | Вольфганг Киндль   |
| 2021 Кёнигсзее           | Роман Репилов      | Феликс Лох            | Давид Гляйршер     |

## Одиночки (женщины)
| Год и место проведения   | Золото              | Серебро             | Бронза                |
| ------------------------ | ------------------- | ------------------- | --------------------- |
| 1955 Осло                | Карла Кинцль        | Мария Иссер         | Марианна Бауэр        |
| 1957 Давос               | Мария Иссер         | Хельга Мюллер       | Бригитта Финк         |
| 1958 Крыница             | Мария Семчишак      | Хелена Бёттхер      | Барбара Горгонь       |
| 1959 Вийяр-де-Лан        | Элли Либер          | Мария Иссер         | Агнес Нойерер         |
| 1960 Гармиш-Партенкирхен | Мария Иссер         | Ханнелоре Поссмозер | Эрика Ляйтнер         |
| 1961 Гиренбад            | Элизабет Нагеле     | Марианна Винклер    | Хелена Турнер         |
| 1962 Крыница             | Ильзе Гайслер       | Герда Ризер-Цегнар  | Данута Нич            |
| 1963 Имст                | Ильзе Гайслер       | Хелена Турнер       | Янина Сущевска        |
| 1965 Давос               | Ортрун Эндерляйн    | Петра Тирлих        | Ильзе Гайслер         |
| 1967 Хаммарстранд        | Ортрун Эндерляйн    | Петра Тирлих        | Хелена Турнер         |
| 1969 Кёнигсзее           | Петра Тирлих        | Анна-Мария Мюллер   | Криста Шмук           |
| 1970 Кёнигсзее           | Барбара Пьеха       | Криста Шмук         | Элизабет Демляйтнер   |
| 1971 Вальдаора           | Элизабет Демляйтнер | Эрика Лехнер        | Барбара Пьеха         |
| 1973 Оберхоф             | Маргит Шуман        | Уте Рюрольд         | Ева-Мария Вернике     |
| 1974 Кёнигсзее           | Маргит Шуман        | Элизабет Демляйтнер | Уте Рюрольд           |
| 1975 Хаммарстранд        | Маргит Шуман        | Уте Рюрольд         | Дана Спаленска        |
| 1977 Игльс               | Маргит Шуман        | Вера Зозуля         | Маргит Граф           |
| 1978 Имст                | Вера Зозуля         | Андреа Фендт        | Ангелика Шафферер     |
| 1979 Кёнигсзее           | Мелитта Зольман     | Элизабет Демляйтнер | Мария-Луиза Райнер    |
| 1981 Хаммарстранд        | Мелитта Зольман     | Церстин Шмидт       | Вера Зозуля           |
| 1983 Лейк-Плэсид         | Штеффи Мартин       | Мелитта Зольман     | Уте Оберхофнер        |
| 1985 Оберхоф             | Штеффи Мартин       | Церстин Шмидт       | Биргит Вайзе          |
| 1987 Игльс               | Церстин Шмидт       | Габриэла Колиш      | Уте Оберхофнер        |
| 1989 Винтерберг          | Зузи Эрдман         | Герда Вайсенштайнер | Уте Оберхофнер        |
| 1990 Калгари             | Габриэла Колиш      | Юлия Антипова       | Яна Боде              |
| 1991 Винтерберг          | Зузи Эрдман         | Габриэла Колиш      | Яна Боде              |
| 1993 Калгари             | Герда Вайсенштайнер | Габриэла Колиш      | Дорис Нойнер          |
| 1995 Лиллехаммер         | Габриэла Колиш      | Зузи Эрдман         | Герда Вайсенштайнер   |
| 1996 Альтенберг          | Яна Боде            | Зузи Эрдман         | Герда Вайсенштайнер   |
| 1997 Игльс               | Зузи Эрдман         | Яна Боде            | Ангелика Нойнер       |
| 1999 Кёнигсзее           | Соня Видеман        | Барбара Нидернхубер | Зильке Отто           |
| 2000 Санкт-Мориц         | Зильке Отто         | Барбара Нидернхубер | Соня Видеман          |
| 2001 Калгари             | Зильке Отто         | Зильке Краусхар     | Барбара Нидернхубер   |
| 2003 Сигулда             | Зильке Отто         | Зильке Краусхар     | Барбара Нидернхубер   |
| 2004 Нагано              | Зильке Краусхар     | Барбара Нидернхубер | Зильке Отто           |
| 2005 Парк-Сити           | Зильке Отто         | Барбара Нидернхубер | Анке Вишневски        |
| 2007 Игльс               | Татьяна Хюфнер      | Анке Вишневски      | Зильке Краусхар-Пилах |
| 2008 Оберхоф             | Татьяна Хюфнер      | Натали Гайзенбергер | Зильке Краусхар-Пилах |
| 2009 Лейк-Плэсид         | Эрин Хэмлин         | Натали Гайзенбергер | Наталья Якушенко      |
| 2011 Чезана              | Татьяна Хюфнер      | Натали Гайзенбергер | Алекс Гоф             |
| 2012 Альтенберг          | Татьяна Хюфнер      | Татьяна Иванова     | Натали Гайзенбергер   |
| 2013 Уистлер             | Натали Гайзенбергер | Татьяна Хюфнер      | Алекс Гоф             |
| 2015 Сигулда             | Натали Гайзенбергер | Татьяна Иванова     | Татьяна Хюфнер        |
| 2016 Кёнигсзее           | Натали Гайзенбергер | Мартина Кохер       | Татьяна Иванова       |
| 2017 Игльс               | Татьяна Хюфнер      | Эрин Хэмлин         | Кимберли Макрэ        |
| 2019 Винтерберг          | Натали Гайзенбергер | Юлия Таубитц        | Эмили Суини           |
| 2020 Сочи                | Екатерина Катникова | Юлия Таубитц        | Виктория Демченко     |
| 2021 Кёнигсзее           | Юлия Таубитц        | Натали Гайзенбергер | Даяна Айтбергер       |

## Двойки (мужчины)
| Год и место проведения   | Золото                                                | Серебро                                         | Бронза                                                |
| ------------------------ | ----------------------------------------------------- | ----------------------------------------------- | ----------------------------------------------------- |
| 1955 Осло                | Ханс Крауснер · Йозеф Талер · Австрия                 | Йозеф Иссер · Мария Иссер · Австрия             | Йозеф Штриллингер Фриц Нахман ФРГ                     |
| 1957 Давос               | Фриц Нахман Йозеф Штриллингер ФРГ                     | Джорджо Пихлер · Джованни Грабер · Италия       | Эрих Рафль · Эвальд Вальх · Австрия                   |
| 1958 Крыница             | Фриц Нахман Йозеф Штриллингер ФРГ                     | Ежи Кошла · Янина Сущевска · Польша             | Рышард Пендрак-Янович · Халина Лахета · Польша        |
| 1960 Гармиш-Партенкирхен | Райнхольд Фрош · Эвальд Вальх · Австрия               | Херберт Талер · Хельмут Талер · Австрия         | Хорст Тидге Ханс Пленк ФРГ                            |
| 1961 Гиренбад            | Роман Пихлер · Энрико Принот · Италия                 | Давид Мородер · Раймондо Принот · Италия        | Хельмут Талер · Райнхольд Зенн · Австрия              |
| 1962 Крыница             | Джованни Грабер · Джампаоло Амбрози · Италия          | Фриц Нахман Макс Лео ФРГ                        | Манфред Новотный · Петр Шкрабалек · Чехословакия      |
| 1963 Имст                | Ришард Пендрак-Янович · Луцьян Кудзя · Польша         | Эдвард Фендер · Мечислав Павелкевич · Польша    | Антон Фенир · Эвальд Вальх · Австрия                  |
| 1965 Давос               | Вольфганг Шайдель · Михаэль Кёлер · ГДР               | Клаус Бонзак · Томас Кёлер · ГДР                | Хорст Хёрнляйн · Рольф Фукс · ГДР                     |
| 1967 Хаммарстранд        | Клаус Бонзак · Томас Кёлер · ГДР                      | Манфред Шмид · Эвальд Вальх · Австрия           | Зигисфредо Майр · Эрнесто Майр · Италия               |
| 1969 Кёнигсзее           | Манфред Шмид · Эвальд Вальх · Австрия                 | Хорст Хёрнляйн · Райнхард Бредов · ГДР          | Клаус Бонзак · Михаэль Кёлер · ГДР                    |
| 1970 Кёнигсзее           | Манфред Шмид · Эвальд Вальх · Австрия                 | Клаус Бонзак · Томас Кёлер · ГДР                | Хорст Хёрнляйн · Райнхард Бредов · ГДР                |
| 1971 Вальдаора           | Пауль Хильдгартнер · Вальтер Пляйкнер · Италия        | Манфред Шмид · Эвальд Вальх · Австрия           | Хорст Хёрнляйн · Райнхард Бредов · ГДР                |
| 1973 Оберхоф             | Хорст Хёрнляйн · Райнхард Бредов · ГДР                | Ханс Ринн · Норберт Хан · ГДР                   | Пауль Хильдгартнер · Вальтер Пляйкнер · Италия        |
| 1974 Кёнигсзее           | Бернд Хан · Ульрих Хан · ГДР                          | Хеннинг Шульце · Ханс-Йорг Нойман · ГДР         | Рудольф Шмид · Франц Шахнер · Австрия                 |
| 1975 Хаммарстранд        | Ханс Ринн · Норберт Хан · ГДР                         | Хорст Мюллер · Ханс-Йорг Нойман · ГДР           | Рудольф Шмид · Франц Шахнер · Австрия                 |
| 1977 Игльс               | Ханс Ринн · Норберт Хан · ГДР                         | Карл Бруннер · Петер Гшнитцер · Италия          | Ханс Бранднер Бальтазар Шварм ФРГ                     |
| 1978 Имст                | Дайнис Бремзе · Айгарс Крикис · СССР                  | Валерий Якушин · Владимир Шитов · СССР          | Ханс Ринн · Норберт Хан · ГДР                         |
| 1979 Кёнигсзее           | Ханс Бранднер Бальтазар Шварм ФРГ                     | Ханс Ринн · Норберт Хан · ГДР                   | Антон Винклер Антон Вембахер ФРГ                      |
| 1981 Хаммарстранд        | Бернд Хан · Ульрих Хан · ГДР                          | Бернд Оберхофнер · Йорг-Дитер Людвиг · ГДР      | Ханс Штангассингер Франц Вембахер ФРГ                 |
| 1983 Лейк-Плэсид         | Йорг Хофман · Йохен Пицш · ГДР                        | Хансйорг Рафль · Норберт Хубер · Италия         | Ханс Штангассингер Франц Вембахер ФРГ                 |
| 1985 Оберхоф             | Йорг Хофман · Йохен Пицш · ГДР                        | Рене Келлер · Лутц Кюнленц · ГДР                | Виталий Мельник · Дмитрий Алексеев · СССР             |
| 1987 Игльс               | Йорг Хофман · Йохен Пицш · ГДР                        | Штефан Ильзанкер Георг Хакль ФРГ                | Томас Шваб Вольфганг Штаудингер ФРГ                   |
| 1989 Винтерберг          | Штефан Крауссе · Ян Берендт · ГДР                     | Хансйорг Рафль · Норберт Хубер · Италия         | Йорг Хофман · Йохен Пицш · ГДР                        |
| 1990 Калгари             | Хансйорг Рафль · Норберт Хубер · Италия               | Курт Бруггер · Вильфрид Хубер · Италия          | Йорг Хофман · Йохен Пицш · ГДР                        |
| 1991 Винтерберг          | Штефан Крауссе · Ян Берендт · Германия                | Ивес Манкель · Томас Рудольф · Германия         | Хансйорг Рафль · Норберт Хубер · Италия               |
| 1993 Калгари             | Штефан Крауссе · Ян Берендт · Германия                | Хансйорг Рафль · Норберт Хубер · Италия         | Курт Бруггер · Вильфрид Хубер · Италия                |
| 1995 Лиллехаммер         | Штефан Крауссе · Ян Берендт · Германия                | Крис Торп · Гордон Шир · США                    | Курт Бруггер · Вильфрид Хубер · Италия                |
| 1996 Альтенберг          | Тобиас Шигль · Маркус Шигль · Австрия                 | Крис Торп · Гордон Шир · США                    | Герхард Планкенштайнер · Освальд Хазельридер · Италия |
| 1997 Игльс               | Тобиас Шигль · Маркус Шигль · Австрия                 | Штефан Крауссе · Ян Берендт · Германия          | Штеффен Шкель · Штеффен Вёллер · Германия             |
| 1999 Кёнигсзее           | Патрик Ляйтнер · Александер Реш · Германия            | Тобиас Шигль · Маркус Шигль · Австрия           | Марк Гримметт · Брайан Мартин · США                   |
| 2000 Санкт-Мориц         | Патрик Ляйтнер · Александер Реш · Германия            | Штеффен Шкель · Штеффен Вёллер · Германия       | Марк Гримметт · Брайан Мартин · США                   |
| 2001 Калгари             | Андре Флоршюц · Торстен Вустлих · Германия            | Штеффен Шкель · Штеффен Вёллер · Германия       | Тобиас Шигль · Маркус Шигль · Австрия                 |
| 2003 Сигулда             | Андреас Лингер · Вольфганг Лингер · Австрия           | Тобиас Шигль · Маркус Шигль · Австрия           | Пятрик Лайтнер · Александер Реш · Германия            |
| 2004 Нагано              | Патрик Ляйтнер · Александер Реш · Германия            | Андре Флоршюц · Торстен Вустлих · Германия      | Марк Гримметт · Брайан Мартин · США                   |
| 2005 Парк-Сити           | Андре Флоршюц · Торстен Вустлих · Германия            | Патрик Ляйтнер · Александер Реш · Германия      | Марк Гримметт · Брайан Мартин · США                   |
| 2007 Игльс               | Патрик Ляйтнер · Александер Реш · Германия            | Тобиас Шигль · Маркус Шигль · Австрия           | Марк Гримметт · Брайан Мартин · США                   |
| 2008 Оберхоф             | Андре Флоршюц · Торстен Вустлих · Германия            | Тобиас Вендль · Тобиас Арльт · Германия         | Тобиас Шигль · Маркус Шигль · Австрия                 |
| 2009 Лейк-Плэсид         | Герхард Планкенштайнер · Освальд Хазельридер · Италия | Андре Флоршюц · Торстен Вустлих · Германия      | Марк Гримметт · Брайан Мартин · США                   |
| 2011 Чезана              | Андреас Лингер · Вольфганг Лингер · Австрия           | Кристиан Оберштольц · Патрик Грубер · Италия    | Андрис Шицс · Юрис Шицс · Латвия                      |
| 2012 Альтенберг          | Андреас Лингер · Вольфганг Лингер · Австрия           | Тони Эггерт · Саша Бенеккен · Германия          | Петер Пенц · Георг Фишлер · Австрия                   |
| 2013 Уистлер             | Тобиас Вендль · Тобиас Арльт · Германия               | Тони Эггерт · Саша Бенеккен · Германия          | Андреас Лингер · Вольфганг Лингер · Австрия           |
| 2015 Сигулда             | Тобиас Вендль · Тобиас Арльт · Германия               | Петер Пенц · Георг Фишлер · Австрия             | Кристиан Оберштольц · Патрик Грубер · Италия          |
| 2016 Кёнигсзее           | Тобиас Вендль · Тобиас Арльт · Германия               | Тони Эггерт · Саша Бенеккен · Германия          | Кристиан Оберштольц · Патрик Грубер · Италия          |
| 2017 Игльс               | Тони Эггерт · Саша Бенеккен · Германия                | Тобиас Вендль · Тобиас Арльт · Германия         | Робин Гойеке · Давид Гамм · Германия                  |
| 2019 Винтерберг          | Тони Эггерт · Саша Бенеккен · Германия                | Тобиас Вендль · Тобиас Арльт · Германия         | Лоренц Коллер · Томас Штой · Австрия                  |
| 2020 Сочи                | Тони Эггерт · Саша Бенеккен · Германия                | Александр Денисьев · Владислав Антонов · Россия | Тобиас Вендль · Тобиас Арльт · Германия               |
| 2021 Кёнигсзее           | Тони Эггерт · Саша Бенеккен · Германия                | Тобиас Вендль · Тобиас Арльт · Германия         | Андрис Шицс · Юрис Шицс · Латвия                      |

## Смешанные команды, эстафета
| Год и место проведения | Золото | Серебро | Бронза |
| ---------------------- | --- | --- | --- |
| 1989 Винтерберг        | Хансйорг Рафль · Герхард Планкенштайнер · Герда Вайсенштайнер · Вероника Оберхубер · Норберт Хубер · Италия | Йенс Мюллер · Рене Фридль · Зузи Эрдман · Уте Оберхофнер · Штефан Крауссе · Ян Берендт · ГДР                      | Сергей Данилин · Юрий Харченко · Юлия Антипова · Ирина Кусакина · Евгений Белоусов · Александр Беляков · СССР                   |
| 1990 Калгари           | Йенс Мюллер · Томас Якоб · Габриэла Колиш · Зузи Эрдман · Йорг Хофман · Йохен Пицш · ГДР                    | Арнольд Хубер · Норберт Хубер · Надия Принот · Герда Вайсенштайнер · Хансйорг Рафль · Италия                      | Сергей Данилин · Андрей Рожков · Юлия Антипова · Наталья Якушенко · Игорь Лобанов · Геннадий Беляков · СССР                     |
| 1991 Винтерберг        | Георг Хакль · Йенс Мюллер · Зузи Эрдман · Габриэла Колиш · Штефан Крауссе · Ян Берендт · Германия           | Роберт Манценрайтер · Маркус Прок · Дорис Нойнер · Ангелика Тагверкер · Герхард Гляйршер · Маркус Шмидт · Австрия | Арнольд Хубер · Герхард Планкенштайнер · Натали Обкирхер · Герда Вайсенштайнер · Хансйорг Рафль · Норберт Хубер · Италия        |
| 1993 Калгари           | Георг Хакль · Рене Фридль · Габриэла Колиш · Зузи Эрдман · Штефан Крауссе · Ян Берендт · Германия           | Роберт Манценрайтер · Маркус Прок · Ангелика Нойнер · Дорис Нойнер · Тобиас Шигль · Маркус Шигль · Австрия        | Арнольд Хубер · Герхард Планкенштайнер · Натали Обкирхер · Герда Вайсенштайнер · Хансйорг Рафль · Норберт Хубер · Италия        |
| 1995 Лиллехаммер       | Георг Хакль · Йенс Мюллер · Габриэла Колиш · Зузи Эрдман · Штефан Крауссе · Ян Берендт · Германия           | Арнольд Хубер · Армин Цоггелер · Натали Обкирхер · Герда Вайсенштайнер · Вильфрид Хубер · Италия                  | Маркус Кляйнхайнц · Маркус Прок · Ангелика Нойнер · Дорис Нойнер · Тобиас Шигль · Маркус Шигль · Австрия                        |
| 1996 Альтенберг        | Маркус Прок · Маркус Шмидт · Ангелика Нойнер · Андреа Тагверкер · Тобиас Шигль · Маркус Шигль · Австрия     | Георг Хакль · Йенс Мюллер · Яна Боде · Габриэла Колиш · Штефан Крауссе · Ян Берендт · Германия                    | Вильфрид Хубер · Армин Цоггелер · Натали Обкирхер · Герда Вайсенштайнер · Герхард Планкенштайнер · Освальд Хазельридер · Италия |
| 1997 Игльс             | Маркус Прок · Герхард Гляйршер · Андреа Тагверкер · Ангелика Нойнер · Тобиас Шигль · Маркус Шигль · Австрия | Георг Хакль · Йенс Мюллер · Зильке Краусхар · Зильке Отто · Штефан Крауссе · Ян Берендт · Германия                | Вильфрид Хубер · Армин Цоггелер · Натали Обкирхер · Герда Вайсенштайнер · Герхард Планкенштайнер · Освальд Хазельридер · Италия |
| 1999 Кёнигсзее         | Маркус Прок · Андреа Тагверкер · Тобиас Шигль · Маркус Шигль · Австрия                                      | Роберт Фегг · Зильке Краусхар · Андре Флоршюц · Торстен Вустлих · Германия                                        | Георг Хакль · Зильке Отто · Патрик Ляйтнер · Александер Реш · Германия                                                          |
| 2000 Санкт-Мориц       | Георг Хакль · Зильке Краусхар · Штеффен Шкель · Штеффен Вёллер · Германия                                   | Йенс Мюллер · Зильке Отто · Патрик Ляйтнер · Александер Реш · Германия                                            | Маркус Прок · Ангелика Нойнер · Тобиас Шигль · Маркус Шигль · Австрия                                                           |
| 2001 Калгари           | Георг Хакль · Зильке Краусхар · Патрик Ляйтнер · Александер Реш · Германия                                  | Карстен Альберт · Зильке Отто · Штеффен Шкель · Штеффен Вёллер · Германия                                         | Тони Беншуф · Бекки Уилчак · Марк Гримметт · Брайан Мартин · США                                                                |
| 2003 Сигулда           | Георг Хакль · Зильке Отто · Патрик Ляйтнер · Александер Реш · Германия                                      | Мартиньш Рубенис · Анна Орлова · Зигмарс Беркольдс · Сандрис Берзинс · Латвия                                     | Райнер Марграйтер · Соня Манценрайтер · Андреас Лингер · Вольфганг Лингер · Австрия                                             |
| 2004 Нагано            | Давид Мёллер · Барбара Нидернхубер · Патрик Ляйтнер · Александер Реш · Германия                             | Тони Беншуф · Эшли Хэйден · Марк Гримметт · Брайан Мартин · США                                                   | Армин Цоггелер · Анастасия Оберштольц-Антонова · Кристиан Оберштольц · Патрик Грубер · Италия                                   |
| 2005 Парк-Сити         | Георг Хакль · Зильке Отто · Андре Флоршюц · Торстен Вустлих · Германия                                      | Тони Беншуф · Эшли Хэйден · Марк Гримметт · Брайан Мартин · США                                                   | Армин Цоггелер · Анастасия Оберштольц-Антонова · Кристиан Оберштольц · Патрик Грубер · Италия                                   |
| 2007 Игльс             | Давид Мёллер · Зильке Краусхар-Пилах · Патрик Ляйтнер · Александер Реш · Германия                           | Армин Цоггелер · Сандра Гаспарини · Кристиан Оберштольц · Патрик Грубер · Италия                                  | Даниэль Пфистер · Нина Райтмайер · Петер Пенц · Георг Фишлер · Австрия                                                          |
| 2008 Оберхоф           | Феликс Лох · Татьяна Хюфнер · Андре Флоршюц · Торстен Вустлих · Германия                                    | Мартин Абентунг · Нина Райтмайер · Тобиас Шигль · Маркус Шигль · Австрия                                          | Гунтис Рекис · Майя Тирума · Андрис Шицс · Юрис Шицс · Латвия                                                                   |
| 2009 Лейк-Плэсид       | Феликс Лох · Натали Гайзенбергер · Андре Флоршюц · Торстен Вустлих · Германия                               | Даниэль Пфистер · Нина Райтмайер · Петер Пенц · Георг Фишлер · Австрия                                            | Гунтис Рекис · Майя Тирума · Андрис Шицс · Юрис Шицс · Латвия                                                                   |
| 2011 Чезана            | Заезды отменены                                                                                             | Заезды отменены                                                                                                   | Заезды отменены |
| 2012 Альтенберг        | Татьяна Хюфнер · Феликс Лох · Тони Эггерт · Саша Бенеккен · Германия                                        | Татьяна Иванова · Альберт Демченко · Владислав Южаков · Владимир Махнутин · Россия                                | Алекс Гоф · Самуэль Эдни · Тристан Уокер · Джастин Снит · Канада                                                                |
| 2013 Уистлер           | Натали Гайзенбергер · Феликс Лох · Тобиас Вендль · Тобиас Арльт · Германия                                  | Алекс Гоф · Самуэль Эдни · Тристан Уокер · Джастин Снит · Канада                                                  | Элиза Тирума · Инарс Кивлениекс · Андрис Шицс · Юрис Шицс · Латвия                                                              |
| 2015 Сигулда           | Натали Гайзенбергер · Феликс Лох · Тобиас Вендль · Тобиас Арльт · Германия                                  | Татьяна Иванова · Семён Павличенко · Андрей Богданов · Андрей Медведев · Россия                                   | Алекс Гоф · Самуэль Эдни · Тристан Уокер · Джастин Снит · Канада                                                                |
| 2016 Кёнигсзее         | Натали Гайзенбергер · Феликс Лох · Тобиас Вендль · Тобиас Арльт · Германия                                  | Элиза Цауче · Инарс Кивлениекс · Андрис Шицс · Юрис Шицс · Латвия                                                 | Алекс Гоф · Митчел Малик · Тристан Уокер · Джастин Снит · Канада                                                                |
| 2017 Игльс             | Татьяна Хюфнер · Йоханнес Людвиг · Тони Эггерт · Саша Бенеккен · Германия                                   | Эрин Хэмлин · Такер Уэст · Мэттью Мортенсен · Джейсон Тердиман · США                                              | Татьяна Иванова · Роман Репилов · Александр Денисьев · Владислав Антонов · Россия                                               |
| 2019 Винтерберг        | Татьяна Иванова · Семён Павличенко · Владислав Южаков · Юрий Прохоров · Россия                              | Ханна Прок · Райнхард Эггер · Лоренц Коллер · Томас Штой · Австрия                                                | Натали Гайзенбергер · Феликс Лох · Тони Эггерт · Саша Бенеккен · Германия                                                       |
| 2020 Сочи              | Юлия Таубитц · Йоханнес Людвиг · Тони Эггерт · Саша Бенеккен · Германия                                     | Кендия Апарйоде · Кристерс Апарйодс · Андрис Шицс · Юрис Шицс · Латвия                                            | Саммер Бритчер · Такер Вест · Кристофер Маздзер · Джейсон Тердиман · США                                                        |
| 2021 Кёнигсзее         | Маделайн Эгле · Давид Гляйршер · Томас Штой · Лоренц Коллер · Австрия                                       | Юлия Таубитц · Феликс Лох · Тони Эггерт · Саша Бенеккен · Германия                                                | Кендия Апарйоде · Артур Дарзниекс · Андрис Шицс · Юрис Шицс · Латвия                                                            |

## Спринт (мужчины)
| Год и место проведения | Золото           | Серебро          | Бронза            |
| ---------------------- | ---------------- | ---------------- | ----------------- |
| 2016 Кёнигсзее         | Феликс Лох       | Анди Лангенхан   | Ральф Палик       |
| 2017 Игльс             | Вольфганг Киндль | Роман Репилов    | Доминик Фишналлер |
| 2019 Винтерберг        | Йонас Мюллер     | Феликс Лох       | Семён Павличенко  |
| 2020 Сочи              | Роман Репилов    | Давид Гляйршер   | Доминик Фишналлер |
| 2021 Кёнигсзее         | Нико Гляйршер    | Семён Павличенко | Давид Гляйршер    |

## Спринт (женщины)
| Год и место проведения | Золото              | Серебро             | Бронза          |
| ---------------------- | ------------------- | ------------------- | --------------- |
| 2016 Кёнигсзее         | Мартина Кохер       | Натали Гайзенбергер | Даяна Айтбергер |
| 2017 Игльс             | Эрин Хэмлин         | Мартина Кохер       | Татьяна Хюфнер  |
| 2019 Винтерберг        | Натали Гайзенбергер | Юлия Таубитц        | Даяна Айтбергер |
| 2020 Сочи              | Екатерина Катникова | Татьяна Иванова     | Элиза Цауце     |
| 2021 Кёнигсзее         | Юлия Таубитц        | Анна Беррайтер      | Даяна Айтбергер |

## Спринт (двойки)
| Год и место проведения | Золото                                          | Серебро                                       | Бронза                                       |
| ---------------------- | ----------------------------------------------- | --------------------------------------------- | -------------------------------------------- |
| 2016 Кёнигсзее         | Тобиас Вендль · Тобиас Арльт · Германия         | Петер Пенц · Георг Фишлер · Австрия           | Кристиан Оберштольц · Патрик Грубер · Италия |
| 2017 Игльс             | Тобиас Вендль · Тобиас Арльт · Германия         | Петер Пенц · Георг Фишлер · Австрия           | Тони Эггерт · Саша Бенеккен · Германия       |
| 2019 Винтерберг        | Тони Эггерт · Саша Бенеккен · Германия          | Тобиас Вендль · Тобиас Арльт · Германия       | Лоренц Коллер · Томас Штой · Австрия         |
| 2020 Сочи              | Александр Денисьев · Владислав Антонов · Россия | Эмануэль Ридер · Симон Кайнцвальднер · Италия | Тобиас Вендль · Тобиас Арльт · Германия      |
| 2021 Кёнигсзее         | Тобиас Вендль · Тобиас Арльт · Германия         | Андрис Шицс · Юрис Шицс · Латвия              | Тони Эггерт · Саша Бенеккен · Германия       |

## Общий медальный зачёт
По окончании чемпионата мира 2021
| Место | Страна                       | Золото | Серебро | Бронза | Всего |
| ----- | ---------------------------- | ------ | ------- | ------ | ----- |
| 1     | ФРГ / Германия               | 83     | 72      | 47     | 202   |
| 2     | ГДР                          | 35     | 27      | 23     | 85    |
| 3     | Австрия                      | 25     | 31      | 41     | 97    |
| 4     | Италия                       | 16     | 18      | 31     | 65    |
| 5     | СССР · Россия · Команда ФССР | 11     | 14      | 10     | 35    |
| 6     | Польша                       | 5      | 6       | 5      | 16    |
| 7     | США                          | 3      | 6       | 9      | 18    |
| 8     | Швейцария                    | 2      | 3       | 0      | 5     |
| 9     | Канада                       | 1      | 1       | 6      | 8     |
| 10    | Норвегия                     | 1      | 0       | 0      | 1     |
| 11    | Латвия                       | 0      | 5       | 8      | 13    |
| 12    | Чехословакия                 | 0      | 0       | 2      | 2     |
| 13    | Украина                      | 0      | 0       | 1      | 1     |